# 大堰乡 (长阳县)
大堰乡，是中华人民共和国湖北省宜昌市长阳土家族自治县下辖的一个乡镇级行政单位。

## 行政区划
大堰乡下辖以下地区：
三洞水村、晓麻溪村、松元坪村、居溪村、大堰村、边家坪村、桂花圆村、蔡家坪村、赵家堰村、石滚淌村、钟家弯村、清水堰村、九柳坪村、邓家冲村和千丈坑村。